# HF/DF

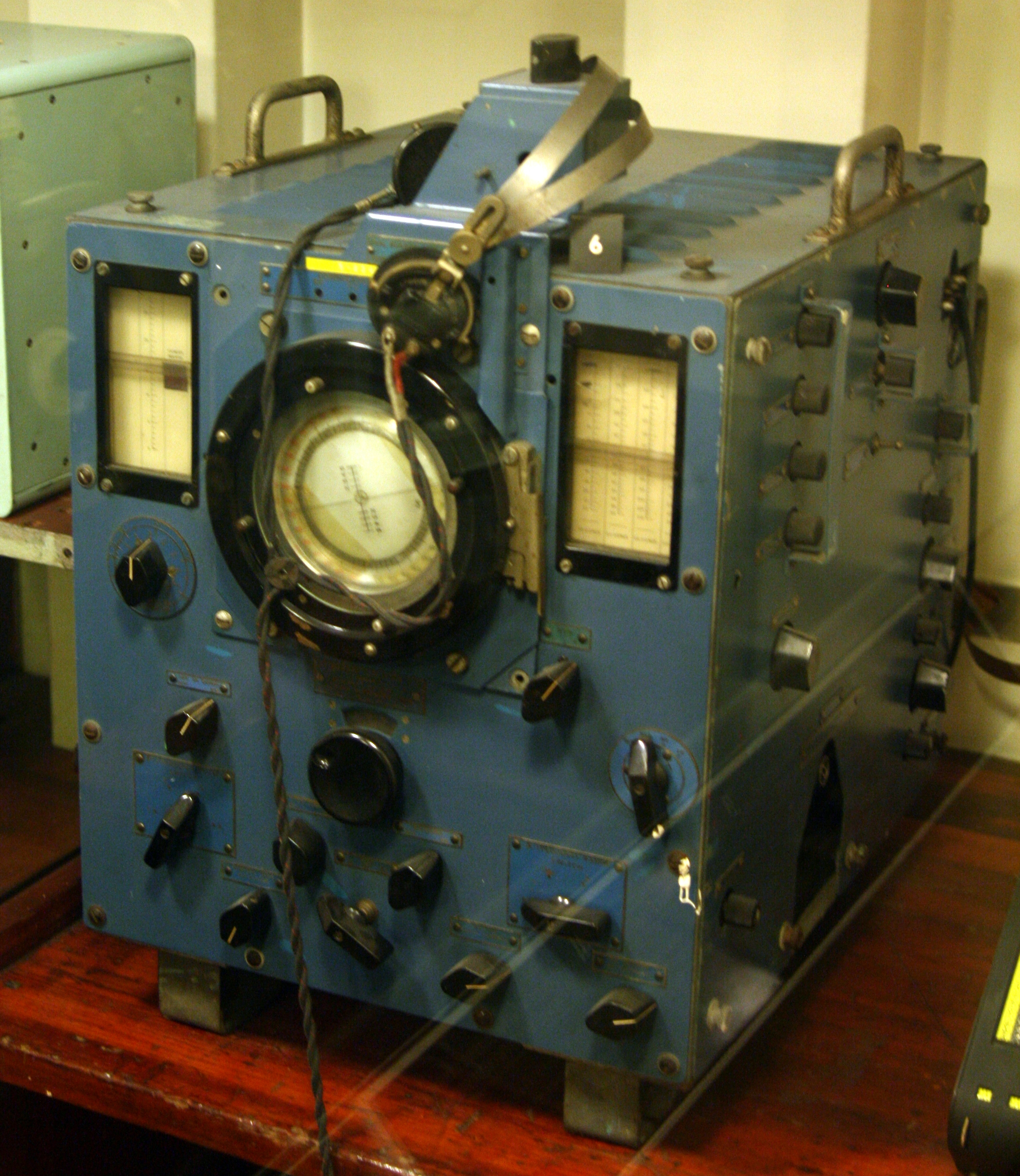
Přijímač HF/DF vystavený na křižníku HMS Belfast

High-frequency direction finding (HF/DF) byl vysokofrekvenční směrový radiozaměřovač vyvinutý během druhé světové války. Přístroj byl znám rovněž pod přezdívkou Huff-Duff. Umožňoval zaměření rádiového vysílání německých ponorek z palub eskortních lodí. HF/DF je, společně s radarem a prolomením německých šifer, řazen mezi tři primární faktory, které přispěly k vítězství spojenců v bitvě o Atlantik.
Německé ponorky byly během svých operací proti spojeneckým konvojům v častém rádiovém styku s velitelstvím, které koordinovalo nasazení ponorkových vlčích smeček. Vyvinutí vysokofrekvenčních směrových přístrojů pro eskortní lodě jim umožnilo určit směr a odhadnout vzdálenost, ve které se německé ponorky nachází. Bylo pak možné ponorku napadnout či konvoj odklonit z nebezpečné oblasti (stalo se tak například v bitvě o konvoj HX-229). Britské královské námořnictvo proto do počátku roku 1943 vybavilo systémem HF/DF všechny své eskortní lodě.